# Kitty Pryde
Katherine Anne «Kitty» Pryde es una superheroína mutante del universo Marvel, miembro de los X-Men. Fue creada por el guionista Chris Claremont e ilustrada por John Byrne. Apareció por primera vez en Uncanny X-Men vol. 1 #129 (enero de 1980).
Pryde posee una habilidad de «fase» que le permite a ella, así como a los objetos o personas con las que está en contacto, volverse intangible. Este poder también interrumpe cualquier campo eléctrico por el que atraviesa, y le permite simular levitación.
Es la persona más joven en unirse a los X-Men, e inicialmente fue mostrada como una «hermana adolescente» para muchos miembros mayores de los X-Men, ocupando el papel de figura de contraste literario para los personajes más establecidos. Durante este tiempo, ocasionalmente usó los pseudónimos Sprite (Espíritu en España) y Ariel, pasando por muchos cambios de vestuario con cada pseudónimo hasta que se conforma con su característico traje negro y dorado. Durante la miniserie Kitty Pryde y Wolverine, se cambia el nombre a Shadowcat (Gata Sombra en España) el alias con el que más se la asociaría, y transicionó a una versión más madura en sus apariciones posteriores, finalmente abandonando su apodo de «Kitty», y cambiándolo por «Kate». Pryde fue uno de los miembros principales en aparecer en el título original de Excalibur. Después de unirse temporalmente a los Guardianes de la Galaxia, asumió la identidad de superhéroe de su prometido como Star-Lord (Star-Lady). Para la serie Marauders (2019-actualmente), es conocida ahora de manera informal como Capitana Kate Pryde y como la Reina Roja de la Hellfire Trading Company. Desde su debut, Kitty Pryde ha sido descrita como una de las heroínas más notables de Marvel.
En la serie de películas X-Men, Kitty fue interpretada por jóvenes actrices en cameos: Sumela Kay en X-Men (2000) y Katie Stuart en X-Men 2 (2003). Elliot Page retrató al personaje en X-Men: The Last Stand (2006) y X-Men: días del futuro pasado (2014). Ella está clasificada en el puesto #47 de los 100 mejores héroes de cómics de IGN.

## Historia

### Origen
Katherine Anne «Kitty» Pryde nació en Deerfield, Illinois, hija de Carmen y Teresa Pryde. Nacida judía por ascendencia, su abuelo paterno, Samuel Prydeman estuvo en un campo de concentración nazi durante la Segunda Guerra Mundial. Kitty comenzó a tener dolores de cabeza a los trece años, lo que indicó la aparición de sus poderes mutantes.
Kitty Pryde, al manifestar sus poderes mutantes, buscó la ayuda tanto del Profesor Charles Xavier como de Emma Frost que en ese entonces era la Reina Blanca del Club Fuego Infernal. Su desconfianza hacia Emma, hizo que Kitty optara por preferir la opción de Xavier. Apenas después de su primer encuentro, Kitty terminaría ayudando a los X-Men a combatir a la mismísima Emma Frost. Al cabo de poco tiempo, Kitty fue admitida dentro de la Escuela Xavier para jóvenes superdotados. Así se convertiría en el miembro más joven de los X-Men. En el Instituto Xavier, Peter Rasputin (alias Coloso) entrenó y ayudó a Kitty a controlar su poder, surgiendo entre ellos una inocente y romántica atracción.

### X-Men
Kitty se unió a los X-Men y asumió el nombre código de Sprite. Apenas después de unirse al grupo, una versión futurista de Kitty proveniente de una realidad alterna, tomó posesión de su cuerpo para ayudar a los X-Men a frustrar el asesinato del senador Robert Kelly por la segunda Hermandad de mutantes diabólicos. A continuación, Kitty sin ayuda derrotó a un demonio N'Garai. Kitty también asistió brevemente a la Academia de Massachusetts de Emma Frost, cuando sus padres (manipulados por Frost) se convencieron de que tenía que estar con los estudiantes de su misma edad pero después de un fallido intento para someter a los X-Men, Frost revocó la admisión de Kitty.
Con el paso del tiempo, ella se enamoró de Coloso y tuvo una estrecha amistad con la hermanita menor de este, Illyana Rasputin.
Cuando los X-Men viajaron hasta el Planeta Brood, Kitty se encontró con un pequeño alienígena parecido a un dragón, a quien bautizaría como Lockheed. El dragoncillo la ayudó a sobrevivir en ese mundo hostil y más adelante, Kitty descubrió que había viajado hasta la Tierra. Desde ese momento Lockheed ha permanecido a su lado.
En esa época Kitty se apegó mucho a Logan quien se convirtió en su mentor. Durante un viaje a Japón fue capturada por Ogun, un antiguo profesor de Logan; esa experiencia nipona le supuso una aproximación a las artes marciales y un punto de inflexión muy importante en su vida.
Kitty fue asignada posteriormente a los Nuevos Mutantes, un grupo de jóvenes mutantes establecidos en la ausencia de los X-Men, mientras estaban en el espacio exterior. Kitty convenció al Profesor Xavier para que le permitiera seguir siendo un miembro activo de los X-Men. Kitty fue secuestrada posteriormente por Los Morlocks y casi fue obligada a casarse con Calibán.
Durante este tiempo, Kitty empezó a salir con Coloso pero esto no duró mucho. Coloso desarrollado sentimientos por una mujer alienígena llamada Zsaji a quien conoció en el planeta del Beyonder en las primeras Guerras Secretas. Pero los sentimientos de Coloso hacia Zsaji eran principalmente un efecto secundario de sus propias capacidades curativas únicas que ella había utilizado en él después de que se lesionó. De todos modos, esto provocó el fin de su relación con Kitty. Kitty se hizo buena amiga de un chico local de Salem llamado Doug Ramsey, quien más adelante reveló ser un mutante y se unió a los Nuevos Mutantes bajo el nombre en clave de Cypher. Ellos siguieron siendo amigos hasta su muerte ocurrida algún tiempo después.
Más tarde, Kitty cambió su nombre código de Sprite (Espíritu) por el de Shadowcat (Gata Sombra) que es el que ha usado hasta ahora. Durante el transcurso de la llamada Masacre Mutante hacia Los Morlocks, Kitty resultó gravemente herida por Harpoon, miembro de los Merodeadores, estando a punto de morir y siendo necesaria la intervención de Reed Richards y el Doctor Doom para impedirlo. Debido a que se encontraba en recuperación, no formó parte de los X-Men cuando se produjo la batalla de Dallas, donde supuestamente los X-Men murieron. Así que, creyendo muertos a sus compañeros, decidió viajar a Inglaterra junto con Nightcrawler y Lockheed.

### Excalibur
Una vez en Inglaterra, Kitty y Nightcrawler se unieron a Rachel Summers, el Capitán Britania y Meggan para formar el equipo Excalibur. Por un breve tiempo Kitty estudió en la escuela San Searle para niñas en Gran Bretaña. Durante su tiempo con Excalibur, Kitty se enamoró del Profesor Alistaier Stuart pero Alistaire se sintió atraído por Rachel. Más tarde, se involucró sentimentalmente con el exagente de Black Air, Pete Wisdom. Después de la caída de Avalon, Coloso llegó a la Isla Muir buscando a Kitty y al encontrarla con Pete Wisdom, atacó e hirió gravemente a Pete. Los dos hablaron sobre su pasado y decidieron convertirse en amigos cercanos, con Coloso observando cuidadosamente a Pete. En algún momento, Kitty fue reclutada por la agencia de espionaje internacional S.H.I.E.L.D. para reparar el sistema informático de su sede voladora, el Helicarrier. Kitty descubrió que el problema era debido al espíritu de Ogún que se infiltró en el sistema informático y con la ayuda de Wolverine, se las arregló para purgar la presencia de Ogún. Poco después, rompió su relación con Pete Wisdom.

### Regreso con los X-Men
Después de la disolución de Excalibur, Kitty Pryde, Nightcrawler y Coloso regresaron con los X-Men. Mientras que Kitty y Rogue perseguían a la villana Mística, Kitty se tropieza en los diarios proféticos que pertenecieron a la mutante vidente Destiny. Después, (durante la brecha de seis meses de Revoluciones) Kitty visitó Genosha. Lo que ella experimentó allá, es desconocido (aunque presumiblemente estaría conectado a su padre que vivía en Genosha en ese momento) pero tuvo un efecto profundo en ella. Se cortó el pelo y empezó a actuar con rebeldía, además de usar unas garras de hueso como las de Wolverine. Kitty estuvo ausente cuando su gran amor, Coloso sacrificó su vida para expandir la cura del Virus Legado. Ella volvió solo para llevar las cenizas de Coloso hasta Rusia. Finalmente decidió abandonar a los X-Men en un deseo de llevar una vida normal y asistió a la Universidad de Chicago. Durante este tiempo, su padre fue asesinado cuando Cassandra Nova destruyó Genosha. Kitty más tarde encontró una grabación de su muerte. Más tarde, ella fue secuestrada por William Stryker, pero el equipo X-Treme X-Men la ayudó a escapar y ella los ayudó en varias misiones.

### Regreso a la vida superheroica
Kitty, una vez más vuelve a unirse a los X-Men, a pesar de tener reservas extremas sobre cómo trabajar con la antigua Reina Blanca, Emma Frost dada su historia. Sin embargo, esta fue la razón principal por la cual Emma quería a Kitty en el equipo, como una especie de "seguridad" por si Frost perdía el control. Frost razonó que la persona que menos confía en ella, sería la más probable en detectar algún comportamiento extraño. En una de las primeras misiones del equipo, Kitty descubre que Coloso está vivo. Después de algunas dificultades iniciales, Kitty y Peter reanudaron su romance.
Más tarde, una encarnación del Club Fuego Infernal inició un asalto a la escuela de Xavier. Kitty cumplió el papel que Emma Frost predijo: ella ataca a Frost y la encarcela al descubrir un comportamiento anormal. Luego, Kitty cae en una ilusión telepática creada por la nueva miembro del Club, Perfección, que decía ser la verdadera Emma Frost. Bajo este engaño, ella le hizo creer a Kitty que ella y Coloso habían concebido un hijo, que fue trasladado fuera de los X-Men, ya que sus habilidades mutantes potenciales eran supuestamente peligrosas. Kitty reacciona a la ilusión y por tratar de rescatar al "niño", en realidad libera accidentalmente a Cassandra Nova, la aparente líder de este nuevo Club Fuego Infernal. Luego se reveló que el nuevo Club del Fuego Infernal, incluyendo a Perfección y Nova, en realidad son proyecciones mentales creadas por un pedazo de conciencia de Cassandra Nova que se alojó en la mente de Emma durante su confrontación anterior con los X-Men. Emma trató de obligar a Kitty a matarla para librarse de Nova. Sin inmutarse, Cassandra Nova cambió su enfoque para tratar de transferir su mente a la joven alumna Hisako Ichiki. Pero Nova no tuvo éxito, ya que el equipo fue transportado a la estación de la agencia S.W.O.R.D. con rumbo al planeta Breakworld.

### Perdida en el espacio
A medida que el equipo se prepara para poner fin a la confrontación con el líder de Breakworld, el alienígena Ord, el equipo se divide. Kitty queda en el equipo designado para detener el misil de Breakworld que apuntaba hacia la Tierra. Kitty se desfasa en el misil para interrumpir los circuitos y señaló que está compuesto del mismo material que el resto de Breakworld, un material que es difícil de traspasar para ella y muy agotador. Después de la eliminación de una parte del misil, Kitty se encuentra en su núcleo, solo para descubrir que estaba vacío. El misil se disparó, causando que Kitty perdiera el conocimiento en el interior. A medida que la bala se precipita hacia la Tierra, Kitty se encuentra inconsciente dentro de ella.
Emma establece contacto mental con Kitty y las dos llegan a un entendimiento, Kitty se desfasa junto con la bala entera a través de la Tierra, pero queda atrapada en su interior. Al final Doctor Strange, Mr. Fantástico y algunos "hombres sabios" tratan de salvarla, pero ella termina fusionada con la bala que continúa a toda velocidad a través del espacio.
Más tarde fue confirmado por Abigail Brand que Kitty Pryde todavía estaba viva dentro de la bala.

### Regreso
Tiempo después, el resto de los X-Men se encuentra en la isla de Utopía y Magneto les comunica que desea unirse a ellos. Los mutantes presentes no creen en sus palabras por más que argumente que son verdaderas. Para demostrar que sus intenciones eran ciertas, Magneto se concentra en la bala de Kitty que ya había logrado entrar en la atmósfera. Mientras Kitty estaba atrapada en su interior, la mantenía en fase para evitar colisiones con objetos habitados en su camino, finalmente Magneto logra tomar la bala y abrirla demostrándoles a los demás que Kitty se encontraba con vida. Sin embargo, cuando ella y Coloso tratan de tocarse, se revela que ella está atrapada en su forma intangible, no puede hablar y los X-Men la dejan en una cámara de protección similar a la utilizada en los acontecimientos de Masacre Mutante. No está claro cómo es que Kitty sobrevivió dentro de la bala. El equipo científico de los X-Men descubre que todas sus funciones corporales se detuvieron. Un análisis realizado por Kavita Rao entrega la hipótesis de que Kitty ha creado una memoria muscular intensa para mantenerse, ella y la bala, por etapas y que ha "olvidado" cómo no estar en fase.
Durante su estado en fase solo podía comunicarse con Coloso mediante la ayuda de Emma Frost, fue así como descubrió que esta estaba intentando rehabilitar mutantes peligrosos a escondidas de todos junto con Peligro. También descubre que Emma quiere matar a su excompañero, Sebastian Shaw, para poder vivir tranquila. Kitty decide acompañarla, utilizando un traje especial para tratar de persuadirla sobre su decisión. Al final Emma solo borra la memoria de Sebastian para que no vuelva a molestarla y lo deja abandonado en China.

### Regenesis
Después del cisma de los X-Men, Kitty toma la decisión de acompañar a Wolverine para inaugurar la nueva "Escuela Jean Grey para jóvenes superdotados" en Nueva York. Kitty toma la difícil decisión de separarse temporalmente de Coloso. Ella funge como codirectora del plantel junto con Wolverine.
Recientemente Kitty se vio envuelta en una crisis al creer estar embarazada. Poco después, Bestia descubrió que en realidad Kitty tenía el estómago invadido de las horribles criaturas parásitas conocidas como Brood.

### All-New X-Meny el Vórtice Negro
Kitty se mantuvo ajena al conflicto que enfrentó a los X-Men con los Avengers. Cuando todo terminó, ella finalmente aceptó tener una cita con el Hombre de Hielo.
Cuando los cinco X-Men originales llegaron desde el pasado, Kitty asumió la responsabilidad de re ubicarlos temporalmente en esta época. Más tarde, los X-Men originales deciden partir con Cíclope y su equipo y Kitty parte con ellos. Más tarde, la joven Jean Grey es secuestrada por los Shi'Ar para juzgarla por los crímenes cometidos por la Fuerza Fénix. Kitty y los X-Men logran rescatarla con ayuda de los Guardianes de la Galaxia. Kitty comienza una relación amorosa "a larga distancia" con Star-Lord de los Guardianes de la Galaxia.
Su relación con Star-Lord fue intensificandose con el paso del los días. Durante una de sus citas, Star-Lord es capturado y Kitty parte en su ayuda. Kitty y Star-Lord se ven involucrados en la batalla por el Vórtice Negro, un artefacto que ha caído en manos de J'son, el padre de Star-Lord. Kitty y Star-Lord demandan la ayuda de los X-Men y los Guardianes de la Galaxia. Durante la batalla con J'Son y sus aliados, Kitty queda congelada en ámbar en el planeta Spartax a manos del villano Thane. Ella logra escapar accediendo al poder del Vórtice Negro y derrota a un grupo de Brood. Después de la batalla, Star-Lord le propone matrimonio y Kitty acepta. Star-Lord es proclamado emperador de Spartax y Kitty será su próxima emperatriz.

### Guardianes de la Galaxia
Kitty toma el manto de Star Lord y se une a los Guardianes de la Galaxia en el lugar de Peter Quill para poder asumir sus deberes reales. Cuando Hala la Acusadora masacra a Spartax en un intento de hacer pagar a Quill por las acciones de J´son en contra de su pueblo, que fácilmente asola a la capital y vence a los Guardianes. Después de que los Guardianes se reagrupan y formulan una estrategia para derrotarla, Kitty logra derribar parcialmente a Hala en el suelo para que el resto de los Guardianes puedan golpearla y separarla de su arma. Después de que Quill pierde su título de rey, y Kitty terminan en una misión con el resto de los guardianes en un campo de concentración planeta prisión propiedad de la Badoon después que Gamora les dio información sobre ella para que puedan liberar a Angela. Una vez allí, Kitty tiene una reacción personal al ver a los prisioneros y hace su misión liberar a todos y derrotar a los captores, ya que le recuerda a los campos de concentración judíos. Después de que Quill sea capturado y condenado a muerte en una batalla de arena, Kitty encuentra y mata a uno de los líderes de Badoon eliminando su corazón de su cuerpo. Cuando la Capitana Marvel convoca a los Guardianes a la Tierra para ayudarla a dirigirse a Tony Stark, Kitty aprende que Thanos es un prisionero en la Tierra y trata de convencer a Quill para que le diga a Gamora. Cuando comienza la lucha, Kitty se da cuenta de que algunos de sus exalumnos están en el lado de Tony Stark en vez de pelear con la Capitana Marvel. Durante la batalla, la nave de los guardianes fue destruida, quedando varados en la Tierra. Después de ayudar a los Guardianes a detener a Thanos de liderar una invasión desde la Zona Negativa, los guardianes reciben una nueva nave, sin embargo, Kitty decide quedarse en la Tierra y termina su tiempo con los Guardianes y con Quill.

### Liderando a los X-Men
Al regresar a la Tierra, Kitty espera finalmente recuperar una apariencia de vida normal, pero Storm se acerca a ella, quien le informa a Kitty de todo lo que han pasado los X-Men mientras Kitty estaba fuera. Tormenta le anuncia a Kitty que tiene la intención de dimitir como líder de los X-Men debido a la culpa que siente por llevar a los X-Men a la guerra y le ofrece a Kitty su puesto. Después de recorrer el X-Haven y ver cuánto han cambiado las cosas y cuánto deben cambiar para mejor, Kitty acepta liderar a los X-Men mientras Storm permanezca en el equipo. Su próximo acto es trasladar la mansión de Limbo a Central Park, Nueva York para que los X-Men puedan reenfocarse en ser parte del mundo en lugar de temerlo bajo la creencia de que si los X-Men realmente deben ser vistos como héroes, entonces deben vivir en el mundo que están tratando de salvar de preocuparse constantemente por su propia supervivencia.
Bajo el nuevo liderazgo de Kitty, los X-Men atraviesan algunos pequeños cambios para deshacerse de su historia pasada y hacerse nuevos nombres, como convencer a Rachel Summers para cambiar su nombre en clave a Prestige y cambiar el nombre de la mansión como The Xavier Institute for Mutant Education and Outreach. Kitty aprende de primera mano lo difícil que es equilibrar el liderazgo de los X-Men y la gestión de la mansión cuando hay muchos factores políticos que intentan interponerse deliberadamente en el camino de los X-Men. Ella también comienza a tener momentos incómodos uno a uno con Coloso; intentan seguir siendo amigos, pero dada su larga historia, sus interacciones se complican rápidamente. En el primer caso de Kitty como líder de campo de los X-Men, ella y su equipo se enfrentan a una nueva Hermandad de mutantes malvados. Después de descubrir que un político anti-mutante abierto le lavó el cerebro a esta nueva Hermandad para trabajar para ella y desacreditar públicamente a los mutantes, Kitty amenazó con exponerla si continuaba explotando mutantes para su propio beneficio personal.

### Amanecer del X
Después de que Krakoa se convirtió en una nueva nación soberana para los mutantes, Kitty Pryde, ahora bajo el nombre de la capitana Kate Pryde, descubre que es la única mutante que, por razones desconocidas, no puede usar las diversas puertas de disformidad que conducen a Krakoa. Se da a entender que ha hecho algo para enfurecer a Krakoa. El tiempo de Kitty en Krakoa resulta ser igualmente infructuoso, ya que los recursos naturales de la isla (como las flores que crecen en hogares bioma) están igualmente prohibidos para Kitty. Emma Frost viene pidiéndole a Kitty que emprenda una misión especial: tomar el barco más grande para servir como capitán pirata en la misión de los X-Men y liberar a los mutantes atrapados en países opresivos que no reconocen la soberanía mutante. Kate Pryde es nombrada más tarde la nueva Reina Roja de la Hellfire Trading Company por Emma Frost, para consternación de Sebastián Shaw. Al ver a Pryde como un obstáculo para su completo control de Hellfire Corporation, Shaw comenzó a conspirar contra Kate y su tripulación. Después de darse cuenta de cómo Emma se volvió sobreprotectora de la recién coronada Reina Roja, Shaw se dio cuenta de que, por la misma razón, no puede atravesar las puertas de Krakoa. Los Protocolos de Resurrección de los X-Men tampoco se aplicarán a ella, lo que significa que Kate no puede resucitar si muere. Shaw orquestó una distracción pagando a los supremacistas humanos Homines Verendi para que atacaran al equipo. Una vez que Kate estuvo indefensa, Shaw emergió de debajo de la cubierta y atrapó a Lockheed con una pistola de red, convirtiéndolo en un rehén indefenso. Luego soltó semillas de Krakoa a los pies de Kitty para inmovilizarla e impedirle usar sus poderes. Luego la arrojó a ella y a Lockheed al mar. Mientras Lockheed pudo sobrevivir, Kate se hundió impotente y una vez que su cabeza cayó bajo la superficie, no le quedó aire y se ahogó instantáneamente. Su muerte es confirmada más tarde por Bishop cuando recupera el cuerpo de Kate. Los Protocolos de Resurrección no se aplican a Kate, ya que los Cinco, por razones desconocidas, no pueden resucitarla. Sin embargo, más tarde Kitty resucita cuando Emma Frost se dio cuenta de que era debido a la naturaleza de los poderes de intangibilidad de Kate que su cuerpo sin mente no podía salir del huevo de resurrección.

## Relaciones

### Coloso
Kitty expresó un interés romántico a principios de su tiempo con los X-Men por su compañero Coloso. Esto no le cayó nada bien al redactor jefe de Marvel Comics de entonces, Jim Shooter, que desaprobaba la sugerencia de que un joven de 19 años estuviera durmiendo con una niña de 14 años de edad (lo que constituiría violación de menores). Kitty había hecho proposiciones a Coloso en Uncanny X-Men #165, cuando ambos estaban infectados con embriones cría y aparentemente condenados a morir aún sabiendo que su relación rompería varios tabúes, pero Coloso se negó y le ofreció solo un beso apasionado diciendo: "No obstante, pequeña, aún no has crecido". Esto no impidió que la relación continuara, ya que los dos fueron vistos una vez más besándose apasionadamente en una aparente formalización de su participación romántica.
Shooter finalmente puso fin a la relación en su serie limitada de Secret Wars, en la que Coloso desarrolló sentimientos románticos para una mujer alienígena llamada Zsaji mientras se encontraba en el mundo de batalla de Beyonder. Zsaji era una sanadora cuyas habilidades tenían un efecto secundario de infatuación. Para Coloso, este enamoramiento aumentó sus dudas sobre sus sentimientos hacia Kitty debido a sus celos de su amistad con Doug Ramsey y lo llevó a una relación romántica apasionada, aunque breve con Zsaji. Después de la muerte de Zsaji, Coloso descubrió que ya no tenía sentimientos románticos por Kitty y al regresar a la Tierra, rompería con ella.
Los dos seguían siendo amigos, aunque mucho más fríos el uno del otro hasta que se separaron cuando Colossus estaba entre los X-Men asesinados en Dallas durante la Caída de los Mutantes. Mientras era miembro de Excalibur, Kitty explotó su cercanía con Coloso después de unirse a los Acólitos al atraerlo a la isla de Muir bajo el pretexto de querer reunirse con él en Avalon. En realidad, era una artimaña para permitir que el Profesor X curara una lesión que Coloso había sufrido en la cabeza, lo que supusieron que había provocado su deserción. A Kitty no le gustaba que lo traicionara, pero siguió la artimaña y se le perdonó su parte en ella.
Después de la caída de Avalon, Coloso llegó a la isla de Muir en busca de Kitty y al encontrarla con Pete Wisdom, atacó y dañó gravemente a Wisdom. Los dos hablaron sobre su pasado y decidieron convertirse en amigos cercanos, con Coloso cuidando su relación romántica con Wisdom. Después de que la relación romántica de Kitty y Wisdom termina, ella se reincorpora a los X-Men con Coloso y Nightcrawler, y los dos permanecen cerca. Kitty no estaba en el equipo cuando Coloso se sacrificó para curar el Legacy Virus, pero ella regresó para reclamar sus cenizas y esparcirlas en su tierra natal.
Después de la resurrección de Coloso en la carrera de Joss Whedon en Astonishing X-Men, los dos discuten sus sentimientos y renuevan su fuerte y cercana relación romántica.
Durante los eventos de Fear Itself después de numerosos intentos fallidos de detener a Juggernaut (Cain Marko) de la potencia nórdica, Shadowcat va en una misión con Magik y Coloso a la dimensión de Cyttorak para intentar convencerlo de que deje de usar a Cain Marko como el avatar del Juggernaut. Cyttorak acepta en los términos que uno de ellos se convierta en su nuevo avatar, Coloso acepta la condición para evitar que su hermana cargue con ese peso. Después de que Coloso repele el ataque de Caín, Kitty disuelve su romance con Coloso, diciendo que necesita a un hombre que viva por ella, no que muera por ella.
Desde el reinicio del universo después de Secret Wars, Coloso se ha unido al equipo de X-Men Gold liderado por Pryde. Al darse cuenta de la atracción compartida continua, Coloso expresó su creencia de que solo deberían proceder si era en dirección al matrimonio. En respuesta, Kitty admitió que necesitaba tiempo para pensarlo.
Después de derrotar a Omega Rojo en Rusia, Kitty sorprende a Coloso con un beso, diciéndole que ella había dicho que necesitaba tiempo y que ella se lo había tomado. El problema termina cuando los dos se van juntos solos, mientras Coloso le dice a Kitty que su hogar está donde sea que ella esté, su relación es renovada.

### Star-Lord
En los cómics, Kitty y Star-Lord desarrollaron fuertes sentimientos románticos el uno para el otro. Después de Avengers vs. X-Men y el relanzamiento llamado Marvel Now, el escritor Brian Michael Bendis se convirtió en el principal arquitecto detrás de las franquicias X-Men y Guardianes de la Galaxia. Su plan de unir a Kitty y Star-Lord no comenzaría hasta un año más tarde, cuando creó un evento de crossover llamado "El juicio de Jean Grey", donde volvió a visitar el evento de la saga original de Phoenix con el equipo original de X-Men que tenía llevado al presente. Inicialmente después de romper con Colossus, Kitty Pryde intenta salir con Bobby Drake, hasta dejar la escuela de Jean Grey para la escuela de Cíclope después de la Batalla del Átomo. Al final del crossover, Star-Lord le da a Kitty un teléfono intergaláctico que puede usar para llamarle cuando quiera. Kitty, que ya estaba interesado en seguir viéndolo, aceptó el regalo y lo besó en la mejilla.
Pronto, el nuevo escritor en serie de Star-Lord, Sam Humphries, se interesó por la relación y decidió expandirla en su propio libro. Él, junto con Bendis y el editor Mike Marts (quien editó ambas franquicias), comenzaría a desarrollar la relación durante un año antes de hacer otro evento de cruce que estaría completamente centrado en ellos.
En el libro de Star-Lord, Peter y Kitty seguían usando el teléfono intergaláctico para llamarse y tener lo que ellos llamaban "holo-dates". Los muchos problemas en la vida de Peter Quill empezaron a interferir y pronto fue capturado por un nuevo villano llamado Mr. Knife que había puesto una recompensa en la cabeza de Peter. Kitty, que había sido testigo de que Peter fue secuestrado mientras estaban en una cita, corrió a la Torre de los Vengadores y robó uno de los chorros de Tony Stark para ir al espacio y salvar a Peter. Se infiltró en la base del Sr. Knife (ahora se reveló que era J'son, el padre de Star-Lord) y rescató a Peter después de golpear a Knife en la cara. Luego se besaron por primera vez.
Después de pasar una tarde en el orfanato de Ma Savage (uno de los muchos orfanatos fundados por Peter), Kitty decidió dejar la Tierra y quedarse en el espacio con Peter, después de que consumaron su relación en la nave de Peter.
Pronto comenzó la crisis del Vórtice Negro. Kitty y Peter empezaron a pelear mucho por el Vortex. Kitty no quería tener nada que ver con eso mientras Peter quería tener poderes cósmicos que le ayudaran a lidiar con los horrores del espacio exterior. Sin embargo, en un momento dado, Peter tuvo la completa libertad de someterse al Vórtice y ganar poderes cósmicos. Le pidió al Vortex que le mostrara cómo sería su futuro si se presentara y se vio a sí mismo ahorrando a Spartax y obteniendo la aprobación de su padre, pero en un momento volvería a ser un mujeriego y Kitty lo dejaría. Peter rechazó completamente el vórtice después de esto, queriendo ser un hombre mejor para Kitty porque realmente la amaba. Kitty apreció esto pero se sometió al vórtice de todos modos para salvar la galaxia.
Después de salvar a todo el mundo de los horrores del Vórtice Negro, a todos se les ofreció la oportunidad de renunciar a sus nuevos poderes cósmicos adquiridos, pero Kitty no lo aceptó. Luego usó estos nuevos poderes para caminar en el espacio con Peter. Allí, le confesó lo asustada que estaba de estos nuevos poderes y su influencia. Peter le aseguró que no importaba lo que sucediera o lo que cambiara, él estaría a su lado hasta el final porque sabía que la verdadera Kitty siempre estaría allí y para demostrar lo seguro que estaba de su amor por ella, propuso matrimonio justo ahí. Kitty empezó a llorar y finalmente aceptó. Ambos empezaron a bailar en el espacio mientras sus amigos los observaban.

## Poderes y habilidades

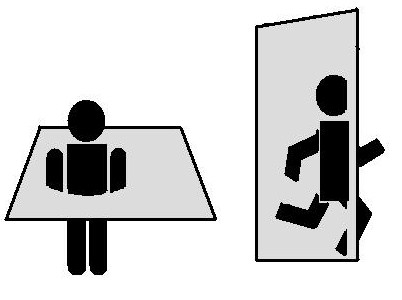
La habilidad de intangibilidad la hace prácticamente invulnerable.

Kitty es un mutante con la capacidad de atravesar la materia sólida mediante la alteración de la vibración de sus átomos: pasar sus átomos a través de los espacios entre los átomos del objeto a través del cual se está moviendo. De esta manera, ella y el objeto a través del cual pasa temporalmente pueden combinarse sin interactuar, y cada uno está sano y salvo cuando ella ha terminado de pasar a través del objeto. Este proceso se denomina fase, y la hace casi completamente inmune al daño físico. Kitty pasa a través de los objetos a la misma velocidad a la que se mueve antes de "entrar" en ellos. Puesto que es incapaz de respirar al mismo tiempo "dentro" de un objeto, solo puede estar continuamente en fase a través de objetos sólidos (como cuando viaja bajo tierra), siempre y cuando pueda mantener la respiración. Sin embargo, hay representaciones en contra de la duración de esta capacidad, por ejemplo, cuando ha entrado bajo tierra para viajar millas. El uso de sus habilidades también interfiere con cualquier sistema eléctrico (y si se concentra en la forma correcta, esto incluye los sistemas bio-eléctrico del cuerpo humano) cuando pasa a través de estos interrumpe el flujo de electrones de un átomo a otro. Esto suele causar un mal funcionamiento de máquinas o su destrucción.
Su poder comenzó como una capacidad opcional, pero durante un período (más de diez años de los cómics publicados, aproximadamente dos años en la continuidad) Kitty existió en una forma "gradual" del estado, y tuvo que elegir conscientemente ser sólida. Sin embargo, ella ha regresado a su forma original, es decir, ella es ahora, naturalmente sólida y debe elegir cuándo usar su poder. La eliminación le permite caminar sobre el aire, interactuando con las moléculas de este por encima de ellas, lo que le permite ascender y descender. Si bien en fase, es inmune a los ataques físicos, teniendo cierta resistencia a la telepatía. La densidad de algunos materiales (como el adamantio) puede resultar perjudicial para su eliminación, lo que la hizo verse seriamente desorientada o experimentar dolor si intenta pasar a través de ellos. Parte de la energía de los ataques también plantea problemas a Kitty. Por ejemplo, una explosión de energía disparada por Arpón, un miembro de los Merodeadores provocó la pérdida de su capacidad de ser plenamente tangible durante meses. La magia y seres mágicos también pueden hacerle daño en su estado por etapas, como se demuestra en una batalla con un demonio N'Garai cuyas garras no dejan marcas visibles, pero causan dolor severo a medida que pasa a través de su cuerpo inmaterial.
Kitty también puede extender sus poderes para eliminar a otras personas y objetos. Actualmente, ella es capaz de eliminar al menos una media docena de otras personas (u objetos de masa similar) con ella, siempre que establecen y mantienen contacto físico con ella. Se puede extender su efecto de eliminación a su ropa o cualquier otro objeto, hasta de un pequeño camión, mientras permanece en contacto con él. Ella ha amenazado con dejar a la gente por etapas en una pared, sus poderes parecen haber aumentado a lo largo de los años. Durante un arco de la historia de X-Treme X-Men, donde es secuestrada por el Reverendo William Stryker, usa las fases en sincronía con la rotación de la Tierra para trasladarse de un lugar en el mundo (solo este a oeste) a otro, aparentemente de forma instantánea. En el clímax de Astonishing X-Men, Kitty entra en fases de 10 millas (16 kilómetros) de largo compuestas a base de metales exóticos súper densos de todo el planeta Tierra. Esta es la mayor hazaña de su eliminación gradual hasta la fecha, causándole una tensión considerable.
Además de sus poderes mutantes, Kitty es un genio en el campo de la tecnología aplicada y ciencias de la computación. Ella es muy talentosa en el diseño y el uso de equipos informáticos. Es un piloto experto de las aeronaves con motores de pistón y jet, y un piloto competente de determinados vehículos interestelares avanzados. Ella ya ha demostrado una habilidad única para manejar la Soulsword, desde su posesión por el demonio ninja Ogun, ha demostrado consistentemente ser un excelente combatiente mano a mano, se ha dotado de toda una vida de formación en las artes marciales japonesas de samuráis y ninjas, como el aikido, karate, y ninjutsu. También está entrenada en el arte marcial israelí krav magá. Ella es una bailarina profesional de nivel, tanto en ballet y danza moderna, habla con fluidez Inglés, japonés, ruso y posee nivel real del idioma extraterrestre Shi'ar, posee experiencia moderada en gaélico, hebreo y alemán.
Kitty también comparte una conexión mental y empática con Lockheed (su dragón mascota), tanto ella como el dragón extraterrestre pueden "sentir" la presencia del otro, a veces en general entienden el pensamiento y acciones del otro.

## Otras versiones
Además de sus encarnaciones en la corriente principal, Kitty Pryde se ha representado en otros universos de ficción.

## En otros medios

### Televisión
- Shadowcat apareció como Sprite en el episodio "The X-Men Adventure" de Spider-Man and His Amazing Friends como personaje invitado del grupo de los X-Men. Su voz fue interpretada por Sally Julian.

- Kitty Pryde interpretada con la voz de Kath Soucie era un personaje central en el episodio piloto de Pryde of the X-Men, como la nueva miembro del equipo, la trama giraba alrededor de ella.

- En la serie animada X-Men: Evolution, Shadowcat es un personaje principal, es mostrada como la adolescente novata del equipo y luego como uno de los miembros más importantes, tiene un interés romántico en el miembro de La Hermandad, Lance Alvers. Shadowcat salva a Wolverine en el episodio de la temporada uno "Grim Reminder", donde accidentalmente se queda encerrada con Nightcrawler en el Blackbird mientras buscaba un lugar tranquilo para escribirles un mensaje de Correo electrónico a sus padres sin darse cuenta de que alguien estaba comenzando a pilotar el jet. También desarrolló una estrecha amistad con Nightcrawler, a pesar de que en un primer momento ella mostró un disgusto por su apariencia. Además de Nightcrawler, se muestra que ha entablado amistad con Rogue y Spyke. El desagrado que ella mostraba al inicio por Nightcrawler cambia después de que él es gravemente herido por Rogue, cuando ella y el resto de los X-Men intentaban reclutar a Rogue. En esta serie, ella no tiene a Lockheed como un animal doméstico, pero muestra preferencia a dormir con un dragón de peluche en lugar de un oso de peluche. Aunque tiene un interés intermitente en el delincuente mutante Lance Alvers, al principio de la serie ella muestra interés por Cíclope. Después de que Rogue es reclutada, Kitty sirve como su apoyo para comenzar una relación romántica con Scott y desarrolla una amistad con ella, a pesar de sus diferencias. Cuando Avalancha intenta unirse a los X-Men en el episodio de la segunda temporada "Joyride", ella trata de ayudarlo y le muestra una atracción adicional mientras lo califica a él y a los otros miembros juveniles del equipo. Después de que él le informa que algunos miembros del grupo han comenzado a dar un paseo en el Blackbird y la ayuda a evitar un desastre, ella firmemente lo defiende una vez que es acusado por Cíclope de ser el responsable. Cuando Avalancha se va de los X-Men, Shadowcat le da un beso de despedida. La relación entre ellos dos continúa cuando se van a un baile de la escuela, también hablaban por teléfono sobre ir al centro comercial. A pesar de estar con La Hermandad, Avalancha intenta proteger a Kitty en la lucha contra la Bruja Escarlata. En la temporada 3, la relación de Kitty y Lance termina brevemente después de que La Hermandad y Mystique provocan la explosión de la Mansión X y son en parte responsables de la exposición de los mutantes al mundo. Kitty llama a Lance un "matón" después de que él ataca la escuela secundaria y Lance le responde que "nunca será lo suficientemente bueno para ella". Ambos se ven tristes por estos comentarios. En la cuarta temporada, los X-Men intentan usar sus poderes para atravesar una de las cúpulas de Apocalipsis y fallan electrocutándose. En el episodio 50 de la serie, titulado "Ghost of a Chance", se encuentra con Danielle Moonstar quien se presenta a través de un sueño que proyectó en la mente de Kitty. En el sueño, Danielle también le da a conocer a Kitty sus poderes de proyectar los temores más profundos en el cerebro de las personas. Una vez que se despierta, intenta encontrarla con éxito y se hace amiga de la chica después de saber que estuvo perdida en animación suspendida durante dos años. Shadowcat juega un papel clave en la derrota de Apocalipsis y le pide ayuda a La Hermandad. Ellos vienen en su ayuda; mientras Lance y Kitty retoman su relación romántica. De los seis X-Men principales de la primera temporada de la serie, ella es una de los cuatro que aún es miembro del equipo en el futuro que Charles Xavier vio en la mente de Apocalipsis. Shadowcat fue interpretada con la voz de Maggie Blue O'Hara.

- Shadowcat aparece en Wolverine y los X-Men, su voz es interpretada por Danielle Judovits. Ella era una estudiante en el Instituto Xavier antes de que fuera destruido y el Profesor X desapareciera. Cuando Wolverine reagrupó a los X-Men para acabar con la División de Respuesta de Mutantes y salvar el futuro sombrío controlado por los Centinelas, Kitty estaba en camino hacia el "paraíso mutante" Genosha. Los X-Men llegaron a buscarla y ella de inmediato se reincorporó al equipo, Shadowcat aparece como la miembro más joven y parece tener un enamoramiento hacia Iceman, se pone celosa cuando él coquetea con Emma Frost[44] y se muestra con una cara de amor cuando aterriza en Bobby durante una sesión de entrenamiento en la sala de peligro, aunque se aleja rápidamente de él cuando llega Ángel. Parece que se formó una amistad con Tildie Soames después de cuidarla en un episodio. En el último episodio de la serie, ella usa sus poderes para penetrar a un Centinela controlado por Magneto con el que Bestia tuvo dificultades. Su diseño está inspirado en el aspecto del personaje de los cómics Astonishing X-Men, y su traje emula el diseño con los colores azul y amarillo. Los pantalones cortos que usa están basados en el aspecto de los X-Men originales y su primera aparición cuando llevaba una variante del uniforme.

- Shadowcat aparece en el episodio "Y he aquí... Un piloto ha de venir" de The Super Hero Squad Show. Ella aparece junto a Coloso en la inauguración de la Gran Muralla que separa a la ciudad de Super Hero de la ciudad de Villainville y ayuda a los ciudadanos a refugiarse cuando el muro es destruido, también hace un cameo con Lockheed en el episodio "Locura en la preparatoria de mutantes".

### Motion comics
- Shadowcat aparece en Astonishing X-Men motion comic de Marvel Knights, como protagonista. Su voz es interpretada por Eileen Stevens.

### Películas

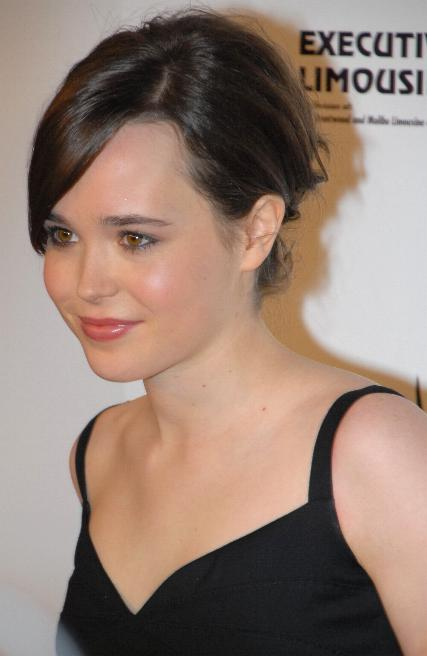
Elliot Page interpreta a Kitty Pryde en X-Men: The Last Stand.

- En la película X-Men del 2000, ella tiene un pequeño cameo, interpretada por Sumela Kay.[45] Al comienzo de la película se hace referencia a ella cuando el Senador Kelly menciona que hay una "chica en Illinois que atraviesa muros". Más tarde, Wolverine termina en la Mansión X y se dirige a conocer a Xavier por primera vez, cuando entra a la oficina donde Xavier está dando una clase; Kitty se retira pero regresa por sus libros que había dejado atrás, los agarra, y pasa a través de la puerta al salir. Xavier responde con un alegre "Adiós, Kitty" mientras Wolverine la mira sorprendido.

- Al igual que la primera película, ella solo tiene un breve cameo en X-Men 2 (2003), esta vez interpretada por Katie Stuart. Cuando las fuerzas militares de William Stryker atacaron la Mansión X durante la noche y entraron a la habitación de Kitty para sedarla, ella atraviesa su cama en el segundo piso y cae al primer piso, en la siguiente escena, corre atravesando las paredes y las personas para escapar. Ella compartía habitación con Siryn; en la novela afirman que esto se debe a que su capacidad de intangibilidad le da una protección parcial contra el grito de Siryn. Hacia el final de la película cuando el presidente de los Estados Unidos le pregunta al profesor Xavier cómo obtuvo los archivos que le dio, Xavier solo responde que conoce a alguien que puede atravesar las paredes (presuntamente una referencia a Kitty Pryde).

- En X-Men: The Last Stand (2006), es interpretada por Elliot Page y juega un papel más notorio a diferencia de las dos primeras películas. Sirve como rival de Rogue por la atención romántica del Hombre de Hielo, su estrecha amistad y el beso que se dieron (solo en una escena eliminada) hacen que Rogue se sienta cada vez más celosa y frustrada. Al final de la película, Kitty se une a los X-Men en la batalla de la Isla de Alcatraz, luego deja de ayudar a sus amigos a pelear para ir a salvar a Leech de Juggernaut. En la novelización de la película, se dio a entender que en algún momento Kitty tuvo una relación romántica con Coloso, pero hacía tiempo que habían terminado, sin embargo en las películas, jamás se ha mencionado nada sobre una relación entre ellos dos.[46]

- Elliot Page repite su papel en X-Men: días del futuro pasado (2014).[47] Pryde es la principal mutante a la que recurren, ya que ella, de una manera muy extraña, ha desarrollado una mutación secundaria que le da la habilidad de transportar a una persona atrás en el tiempo, enviando su mente a su cuerpo del pasado.[48] Al comienzo de la película, ella ha estado usando esta habilidad para enviar varias veces a Bishop cuatro días atrás en el tiempo cada vez que los Centinelas atacaban, de esa manera advertía a su equipo antes de que los Centinelas los detecten y evitaban un enfrentamiento a muerte contra ellos. Para evitar la creación de los Centinelas, envía la mente de Wolverine a su cuerpo de 1973 (Logan fue el elegido porque su factor de curación le permitiría sobrevivir al viaje mental mientras que los otros mutantes no podían viajar tantas décadas en el tiempo porque eso los destruiría). Mientras se encargaba de mantener su mente en el pasado, Wolverine se altera debido a lo que estaba sucediendo en 1973 y hiere gravemente a Kitty. Luego de que los acontecimientos de 1973 cambiaron y el futuro apocalíptico fue alterado, Kitty se encuentra dando una clase en la Mansión X junto a Colossus. En la versión alternativa de la película llamada The Rogue Cut, los X-Men del futuro rescatan a Rogue para que se ocupe de mantener a Wolverine en el pasado en lugar de Kitty debido a la herida que ella tenía. Rogue absorbe los poderes de Kitty y se hace cargo, estabilizando a Wolverine mientras Kitty ayuda a Magneto a huir del ataque de un Centinela.[49]

### Videojuegos
- Kitty Pryde aparece en el juego de vídeo X-Men de 1992 de Konami, como un personaje no jugable (PNJ). En este juego, no es conocida como "gata Sombra"; en cambio, interpreta a la "damisela en apuros".
- Shadowcat es un personaje jugable en el juego X-Men II: La Caída de los Mutantes.
- Shadowcat aparece como un PNJ en X-Men Legends II: Rise of Apocalypse con la voz de Kim Mai Guest. Ella mantiene un diálogo especial con Coloso (lo regaña por coquetear con la Bruja Escarlata).
- Kim Mai repite el papel de Shadowcat en X-Men: El videojuego oficial.
- Shadowcat es un personaje jugable en Marvel Super Hero Squad Online, con la voz de Tara Strong.
- En X-Men: Destiny, Gambito menciona que los U-Men habían capturado a Kitty y habían extraído fragmentos de su poder. Gambito obtiene un frasco de una sustancia que temporalmente permite que el personaje se caiga del techo (si el jugador elige la opción correcta).
- Kitty Pryde es un personaje jugable en el juego de Facebook Marvel: Avengers Alliance.
- Kitty Pryde es un personaje jugable en la aplicación X-Men: Days of Future Past.
- Kitty Pryde es un personaje jugable en el MMO en línea Marvel Heroes, con Danielle Judovits retomando su papel.
- Kitty Pryde es un personaje jugable en el juego Marvel Contest of Champions.

## Cultura popular
- Kitty Pryde se menciona en la canción de Weezer In the Garage. Curiosamente, en la primera aparición de Kitty Pride (#129 USA, enero de 1980), aparece con un póster de Kiss en su habitación, y en esta canción Weezer dice que tiene en su garaje un póster de Kiss.
- También se menciona en la canción de Dinosaur Jr. Missing Link.
- En la película de Spike Lee 25th Hour, el personaje de Edward Norton expresa su deseo de evitar la cárcel al afirmar que desea ser "la chica de X-Men... esa que puede atravesar las paredes."
- Kitty Pryde se menciona en la canción de ...And You Will Know Us by the Trail of Dead, "An Ounce Of Prevention".
- El último verso de "H! Vltg3" de Linkin Park hace referencia a Kitty Pryde, así como Cíclope y Jean Grey.
- Buffy, la cazavampiros según el creador Joss Whedon ha reconocido a Kitty Pryde como una inspiración.[50]
- En Génesis, el primer episodio de la serie de televisión Héroes, el personaje de Hiro Nakamura menciona específicamente a Kitty Pryde viajando en el tiempo. Sin embargo, se cita erróneamente el número de incidencia como X-Men # 143 mientras que el tiempo de viaje incurrido tiene lugar en X-Men # 141-142. Luego es corregido por su compañera Charlie Andrews, quien tiene el poder de la memoria eidética.
- En el juego de Monopolio Mi Marvel Héroes, el apellido de Kitty Pryde está mal escrito "Pride".
- En la parodia de superhéroes Superhero Movie, el Sr. Xavier (interpretado por Tracy Morgan) habla de su escuela para los jóvenes como una super potencia, afirmando que "Tenemos niños que pueden caminar por las paredes!" Una niña entonces entra en fase a través de una pared, una referencia a Kitty Pryde de X-Men.
- En el cómic web "Diesel Sweeties" de R Stevens, Maura Glee compra una aplicación "Kitty Pryde" para su iPhone para así poder caminar por las paredes en lugar de chocar con ellas, mientras lee los mensajes de texto.[51]

## Premios y homenajes
IGN nombró a Kitty Pryde # 3 en su lista de los Top 25 X-Men de los últimos 40 años. La revista Wizard la puso en el número # 13 en 200 Grandes Personajes de cómic de todos los tiempos. Ella fue la más votada como personaje femenino de cómic en la lista superando a rivales como la Mujer Maravilla, Buffy the Vampire Slayer, y She-Hulk.